# Sigmoidoskopie
Die Sigmoidoskopie ist eine Form einer Darmspiegelung (Endoskopie), bei der neben After und Enddarm auch 30 bis 50 Zentimeter des Dickdarmes, das Colon sigmoideum, kurz Sigma genannt, mit einem flexiblen Endoskop untersucht werden. Diese Untersuchung wird entweder in einer Praxis oder einer Klinik von einem Arzt durchgeführt. Eine Spiegelung nur des Rektums wird Rektoskopie, eine des gesamten Dickdarms Koloskopie genannt.
Gegenüber einer Spiegelung des gesamten Dickdarmes hat diese Teildarmspiegelung, auch als „Kleine Darmspiegelung“ bezeichnet, den Vorteil der einfacheren Vorbereitung. Es genügt ein Einlauf etwa 20 Minuten vor der Untersuchung, die Einnahme eines Abführmittels ist nicht erforderlich.
Hauptindikation zu dieser Untersuchung ist das Screening zur Darmkrebsfrüherkennung. Durch diese vergleichsweise wenig aufwendige Vorsorgeuntersuchung werden nur die letzten 30 Zentimeter des Darms gespiegelt, wo sich etwa 70 Prozent der bösartige Darmtumore bilden.
Eine britische Studie, die 2024 in The Lancet veröffentlicht wurde, untersuchte die „Kleine Darmspiegelung“ an Teilnehmern im Alter von 55 bis 64 Jahren während eines Zeitraums von 21 Jahren. In den gut zwei Jahrzehnten erkrankten in der „Screening-Gruppe“ 1,4 von 100 Personen an Enddarmkrebs. In der nicht untersuchten „Kontrollgruppe“ waren es 2,4 von 100. Die „Kleine Darmspiegelung“ ersparte somit schätzungsweise einer von 82 Personen einen Enddarmkrebs, wobei Männer dreimal mehr profitierten als Frauen.